# Грузинский коллаборационизм во Второй мировой войне

Флаг Грузинской Демократической Республики использовался в качестве эмблемы Грузинского легиона Вермахта в 1941—1945 гг.

Грузинский легионер

Грузинский коллаборационизм во Второй мировой войне — военное, экономическое и политическое сотрудничество грузин (как граждан Союза ССР, так и некоторых эмигрантов из России, имперского и советского периодов) с немецкими властями в ходе Второй мировой войны.

## Причины
После вхождения Грузии в состав СССР члены меньшевистского правительства, политические деятели Грузинской Демократической Республики, грузинские националисты эмигрировали в государства и страны Европы и предложили разведывательным органам этих государств свою помощь. В 1938 году в Берлине было создано так называемое «Грузинское бюро», через некоторое время переформированное в «Кавказское бюро», а в 1939 году в Риме состоялся съезд представителей грузинских националистических организаций Берлина, Праги и Варшавы, на котором было принято решение об организации «Грузинского национального комитета».
Летом 1940 года грузинские правые вели переговоры с лидером горской эмиграции Г. Н. Бамматом о создании общекавказской нацистской партии. На роль лидера будущей «освобождённой» Грузии был подобран князь Ираклий Багратион-Мухранский.
По сравнению с представителями других советских национальностей, немцы относились к грузинам несколько предпочтительнее и уважительнее. Частично это было связано с классификацией грузин как арийцев в нацистской расовой идеологии, а также потому, что несколько грузинских ученых, такие как Александр Никурадзе и Михаил Ахметели, были советниками таких нацистов, как Альфред Розенберг.
Однако нацистское восприятие грузин стало меняться к худшему в свете серии дезертирств и растущей паранойи Адольфа Гитлера. Гитлер не доверял грузинам, и опасался возможности ими манипулировать: —«грузины - не тюрки, а чистое кавказское племя, возможно, даже с примесью нордической крови... Надежными я считаю только чистых мусульман, то есть настоящих тюркских народов. Несмотря на все заявления Розенберга и военных, я также не доверяю армянам».
Гитлер также предполагал, что грузинская этническая принадлежность Иосифа Сталина, а также тот факт, что Грузинская ССР была номинально автономной, в конечном итоге сблизит грузин с СССР, чем с Германией.

## Коллаборационистские формирования

### Грузинский легион

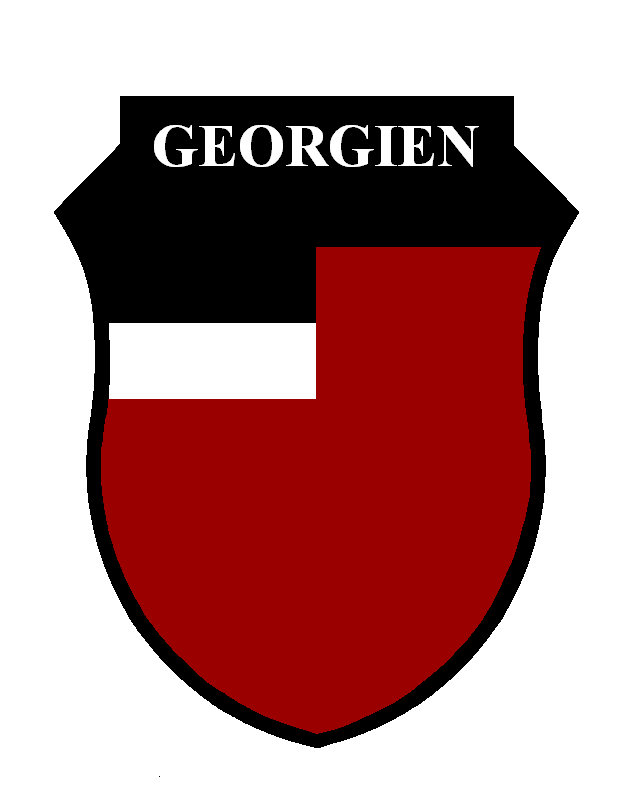
Нарукавная нашивка Грузинского легиона

С началом войны руководство нацистской Германии приняло решение сформировать из числа советских военнопленных и эмигрантов ряд так называемых легионов, которые бы сражались против Красной Армии наравне с частями вооружённых сил Германии (Вермахта) и их союзников. 30 декабря 1941 года был сформирован легион «Грузия». Командиром этого подразделения в январе 1942 года стал полковник Шалва Маглакелидзе.
Ядром, основой данного подразделения являлись националистически и прогермански настроенные эмигранты, завербованные спецслужбами Третьего рейха. В дальнейшем легион пополнялся грузинскими военнопленными и перебежчиками.
Координационным центром, из которого осуществлялась вербовка грузинских военнопленных и где проходило обучение офицерского и унтер-офицерского состава, был польский посёлок Крушна, но вскоре штаб был переведён в бывший литовский город Мариамполь.
В пропагандистских целях был создан Грузинский национальный комитет, являющийся своеобразным аналогом «правительства в изгнании». В случае успеха военных действий германские чиновники обещали коллаборационистам создать «независимое грузинское государство» по образцу Словакии и Хорватии.

#### Батальоны
Весной 1942 года на фронт из Мариамполя были направлены два полностью экипированных и обученных грузинских батальона (795-й и 796-й) общей численностью свыше 2000 солдат и офицеров. Спустя год из тренировочных лагерей Остланда поступила вторая волна грузинских легионеров (797-й, 798-й, 799-й и 822-й батальоны), а ещё через несколько месяцев (в конце лета 1943 года) — третья (823-й и 824-й батальоны). Для большего пропагандистского эффекта некоторые грузинские батальоны получили наименования исторических деятелей Грузии. Так, 797-й батальон именовался «Царь Ираклий II Багратиони», 799-й — «Царь Давид Багратиони-Агмашенебели», 822-й — «Царица Тамара», 823-й — «Шота Руставели» и т. д.
Кроме вышеназванных батальонов в Вартеланде, в тренировочных лагерях 162-й пехотной дивизии вермахта были подготовлены и направлены на Восточный фронт три горно-егерских и два гренадерских грузинских батальона общей численностью свыше 6000 человек. В дальнейшем темпы подготовки грузинских легионеров были ускорены.
В общей сложности в различных тренировочных лагерях было подготовлено свыше 20 батальонов грузинского легиона. Учитывая, что стандартный немецкий пехотный батальон включал в себя от 900 до 1600 солдат и офицеров, а горно-стрелковый — не менее 600, можно предположить, что общее число грузинских легионеров во всех этих батальонах вместе взятых превышало 20 тысяч человек.

### Диверсионная организация «Тамара» и батальон «Бергманн»

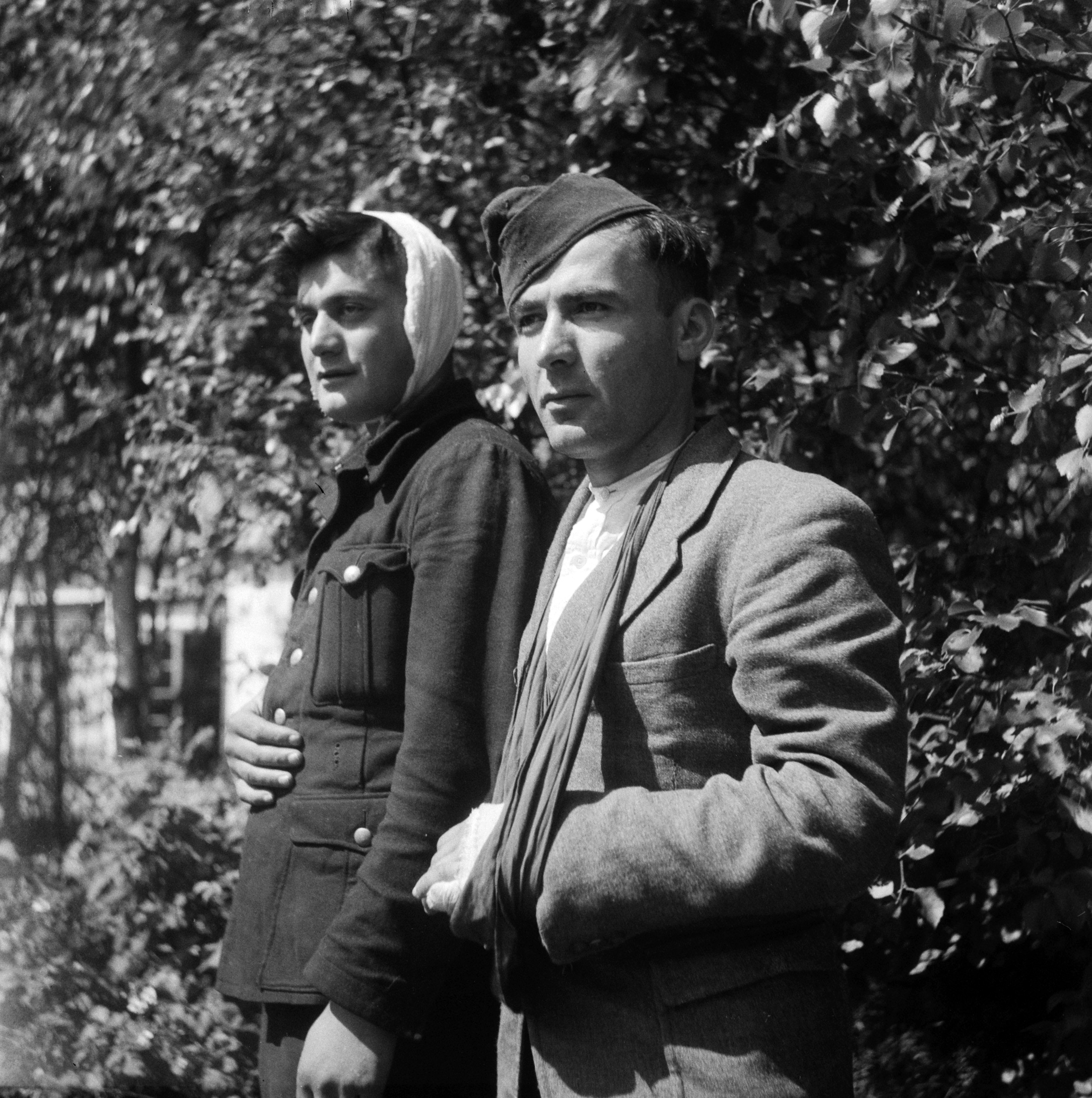
Раненные грузинские солдаты (ноябрь 1945-го)

В самом начале войны с Советским Союзом из грузин, окончивших специальную разведывательную школу абвера, была создана диверсионная организация «Тамара», на которую возлагалась задача организации восстания на территории Грузинской ССР. В ноябре 1941 года диверсанты «Тамары» вошли в состав батальона специального назначения «Бергманн» («Горец»). 1-я, 4-я и 5-я роты батальона были сформированы из грузин, 2-я — из представителей северокавказских народов, 3-я — из азербайджанцев. Батальон «Бергманн» был направлен на Восточный фронт в конце августа 1942 года. Его личный состав забрасывался в советский тыл и выполнял различные разведывательно-диверсионные задачи. Всё это позволяет предполагать, что на германской стороне служило в общей сложности не менее 30 тысяч грузин. В 1943 году батальон «Бергманн» (как и другие восточные подразделения) был разделён по личному приказу Гитлера.

### Прочие подразделения
Грузинские коллаборационисты служили нацистской Германии не только в составе своего легиона. Так, некоторое количество грузин было в составе власовской Русской Освободительной Армии и украинской 14-й дивизии СС, а также 11 грузинских отдельных инженерно-строительных рот входили в состав военизированной Организации Тодта.

## Обмундирование

Грузинские коллаборационисты с флагом Грузии

Грузинские легионеры экипировались в германскую военную форму, но со специальными знаками различия: погонами и петлицами. Погоны были серого цвета с красной выпушкой и белыми или серебряными галунами. Начиная с обер-лейтенанта и выше легионеры носили погоны в виде узкого серебряного жгута с золотыми лычками. Петлицы были красного цвета с белыми галунами. На рукаве мундира каждый легионер носил специальный знак в виде геральдического щитка с национальной символикой и названием легиона. Грузинские щитки имели дизайн, повторявший флаг Грузинской Демократической Республики. Устав вермахта запрещал легионерам носить специфический нагрудный знак в виде орла со свастикой, который каждый солдат-немец обязан был иметь на правой стороне мундира чуть выше нагрудного кармана, однако грузины в организованном порядке намеренно игнорировали запрет и демонстративно носили на груди «знак превосходства». Со временем этот запрет был негласно отменён.

## Участие в сражениях
Своеобразное боевое крещение грузинские батальоны получили во время Битвы за Кавказ в 1942 году. Летом там действовало семь восточных батальонов, состоявших из грузин, армян, азербайджанцев и представителей северокавказских народов. В сентябре части диверсионного подразделения «Бергманн» высадились в Чечено-Ингушетии с целью захвата нефтяных объектов, однако эта операция была полностью провалена. В дальнейшем батальон «Бергманн» вёл партизанские бои в районе Моздок — Нальчик — Минеральные Воды, затем в Крым и на Украину. В дальнейшем, в связи с наступлением советских войск, в батальонах всё больше начали проявляться пораженческие настроения и дезертирство, в связи с чем они были переброшены на второстепенные участки фронта — на Балканы, во Францию, Италию. После высадки в Нормандии множество грузинских легионеров попало в плен к союзникам. В дальнейшем многие легионеры были выданы Советскому Союзу.